# Mohamed Mokhtar Soussi

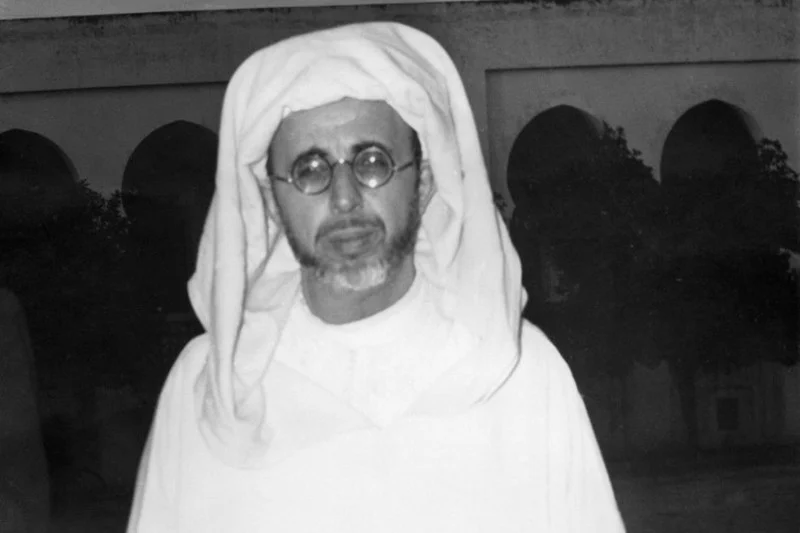
El Mokhtar Soussi (1900-1963)

Mohamed Mokhtar Soussi est un ouléma et nationaliste marocain, né en 1900 dans le village de Dougadir Ilgh (Aït Abdellah Ou Saïd) dans la région de Tafraout dans le Souss et mort dans un accident de la route à Rabat le 17 novembre 1963. Il a été ministre des Habous et des Affaires religieuses dans le gouvernement Bekkay Ben M'barek Lahbil I entre 1955 et 1956.

## Biographie
Fils du grand soufi El Hadj Ali Derkaoui, Mohamed Mokhtar Soussi fait ses études supérieures à Fès, Marrakech et Rabat. Une fois le savoir acquis, il s'installe à Marrakech où il ouvre une école, il s'attèle à l'enseignement de la culture amazighe, ce qui lui attira les foudres des autorités du protectorat qui l'exilèrent à deux reprises, il en profitera pour écrire son œuvre encyclopédique Al Maâssoul (Le mielleux).
Il collabore un temps avec celui que l'on surnommait alors le "capitaine chleuh", Léopold Justinard, à qui il fournit divers vieux manuscrits en rapport avec l'histoire du Souss.
À l'indépendance, le roi Mohammed V le nomme ministre des Habous et des Affaires religieuses dans le gouvernement Bekkaï I.
Admirable connaisseur de sa région natale, il écrit à propos des Houara : « Il leur est arrivé ce qui est arrivé à toutes les tribus marocaines; si on cherche en effet la généalogie de toutes les fractions d'une tribu, on en trouve vraiment très peu qui en soient originaires, chacune s'est renforcée de groupes voisins appartenant en fait à une autre tribu; cela est vrai aussi pour les Berbères que pour les Arabes. Combien sont nombreux les étrangers dans chaque tribu ! ».

## Œuvre
- L'encyclopédie Al Maâssoul (Le mielleux) en 20 volumes.
- El Ilghiat (mémoires d’exil) en 3 volumes.
- Erramliat (recueil de poèmes).
- Souss El Alima.
- Min afwahi rijal (Paroles prises des hommes)
- Khilal Jazoula (en 4 volumes).
- Nahdat Jazoula
- Bayna aljoumoud wa al maya